# Canarium hirsutum
Canarium hirsutum là một loài thực vật có hoa trong họ Burseraceae. Loài này được Willd. mô tả khoa học đầu tiên năm 1806.